# Аккерман Петро Олександрович
Петро Олександрович Аккерман (1878—1944) — український правоохоронець. Статський радник. Директор департаменту Державної Варти Міністерства внутрішніх справ Української Держави (1918).

## Біографія
Народився у 1878 році, син Олександра Федоровича Аккермана (пом. 1909), кол. голови з'їзду мирових суддів 2-го Варшавського округу.
У 1898 році закінчив Імператорське училище правознавства. У 1903 - товариш (заступник) прокурора Саратовського окружного суду.  
Перед Першою світовою війною - прокурор Віленського окружного суду.
У 1903—1912 рр. був одружений з Наталією Миколаївною Дедюліною; остання після розлучення невдовзі знов вийшла заміж та взяла прізвище Рахманова.
Прапорщик запасу. Офіцер 2-го уланського полку.
У 1918 році в гетьманському уряді — Директор департаменту Державної Варти Міністерства внутрішніх справ Української Держави.
В еміграції в Німеччині. Помер у 1944—1945 роках.
Після повалення гетьманського режиму і приходу до влади Директорії оцінку Аккерману дала газета "Нова рада":
"Знаменитий директор департаменту державної варти, Акерман, організатор таємних розстрілів і спекулятивних арештів, артистичний дурисвіт і ошуканець, про діяльність якого єсть досить документів і свідків, повинен сісти на лаву підсудних". ("Нова рада", № 236, 18 грудня 1918).